# Guillermo de La Jugie
Guillermo de La Jugie, en francés, Guillaume de La Jugie, (1317-Aviñón, 28 de abril de 1374) fue un clérigo francés, sobrino de Clemente VI y primo de Gregorio XI, canónigo de Ruan y archidiácono de París, nombrado cardenal diácono de Santa María en Cosmedin (1352-1356), arcipreste de San Pedro (1362-1365) y después cardenal presbítero de San Clemente (1368-1374) también llamado el cardenal de La Jugue en ocasiones.

## Biografía

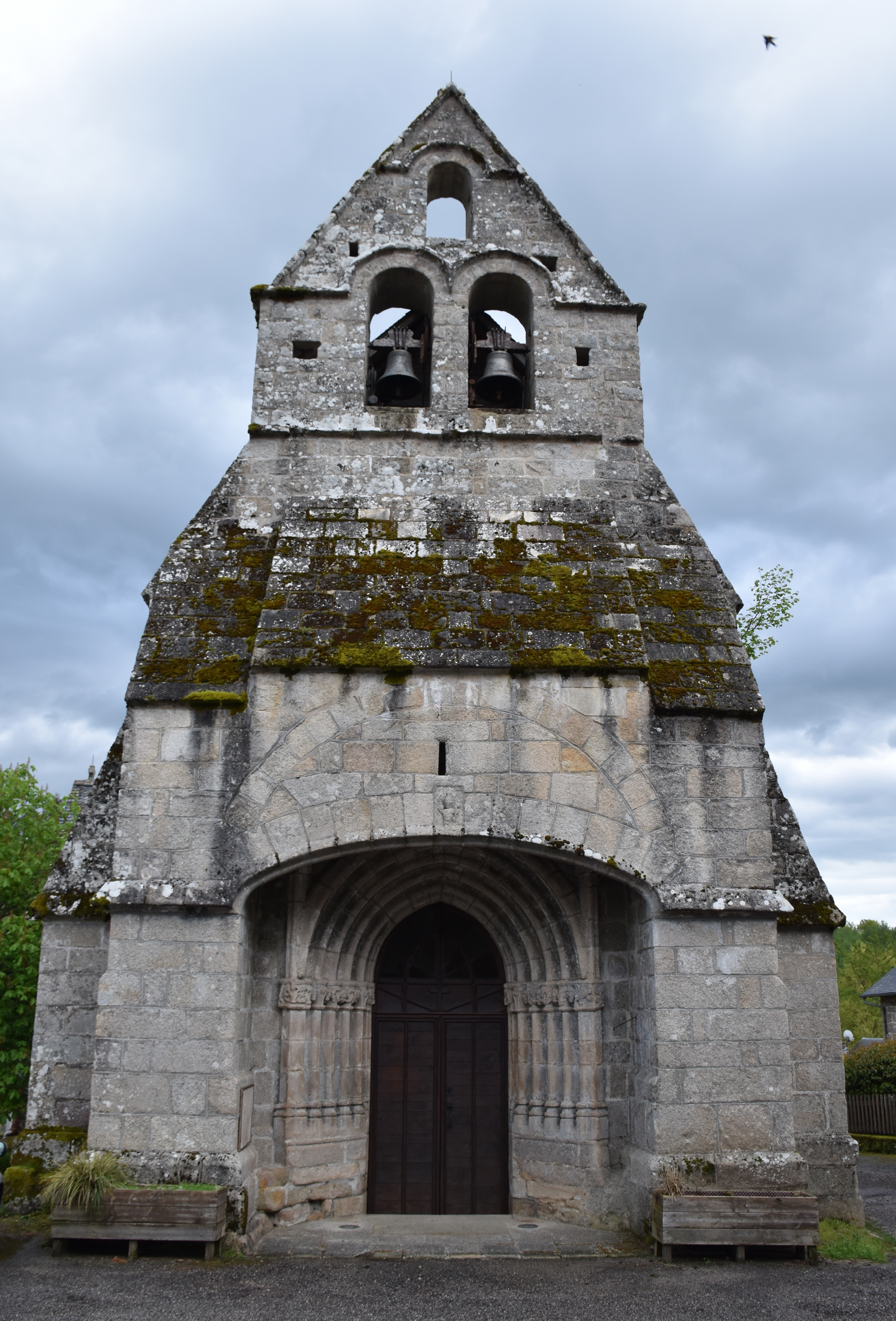
Iglesia de Saint-Pierre (Eyrein)

Nació en la aldea de La Jugie, en la parroquia de Eyrein, cerca de Rosiers-d'Égletons. Era hijo de Jacques de La Jugie y Guillaumette Roger, hermana de Pierre, futuro Clemente VI.  Su hermano Pierre de la Jugie (1319-1376) era benedictino llegando a ser también arzobispo y cardenal.

### Clemente VI nombra cardenal a su sobrino
Se convirtió en canónigo del cabildo catedralicio de Ruan el 22 de septiembre de 1332, más tarde canónigo y archidiácono de Notre-Dame de París. 
Durante el consistorio del 20 de septiembre de 1342, su tío el papa Clemente VI le regaló el capelo cardenalicio con el título de cardenal-diácono de Sainte-Marie en Cosmedin. Ingresó en la curia de Aviñón el 12 de octubre de 1342.

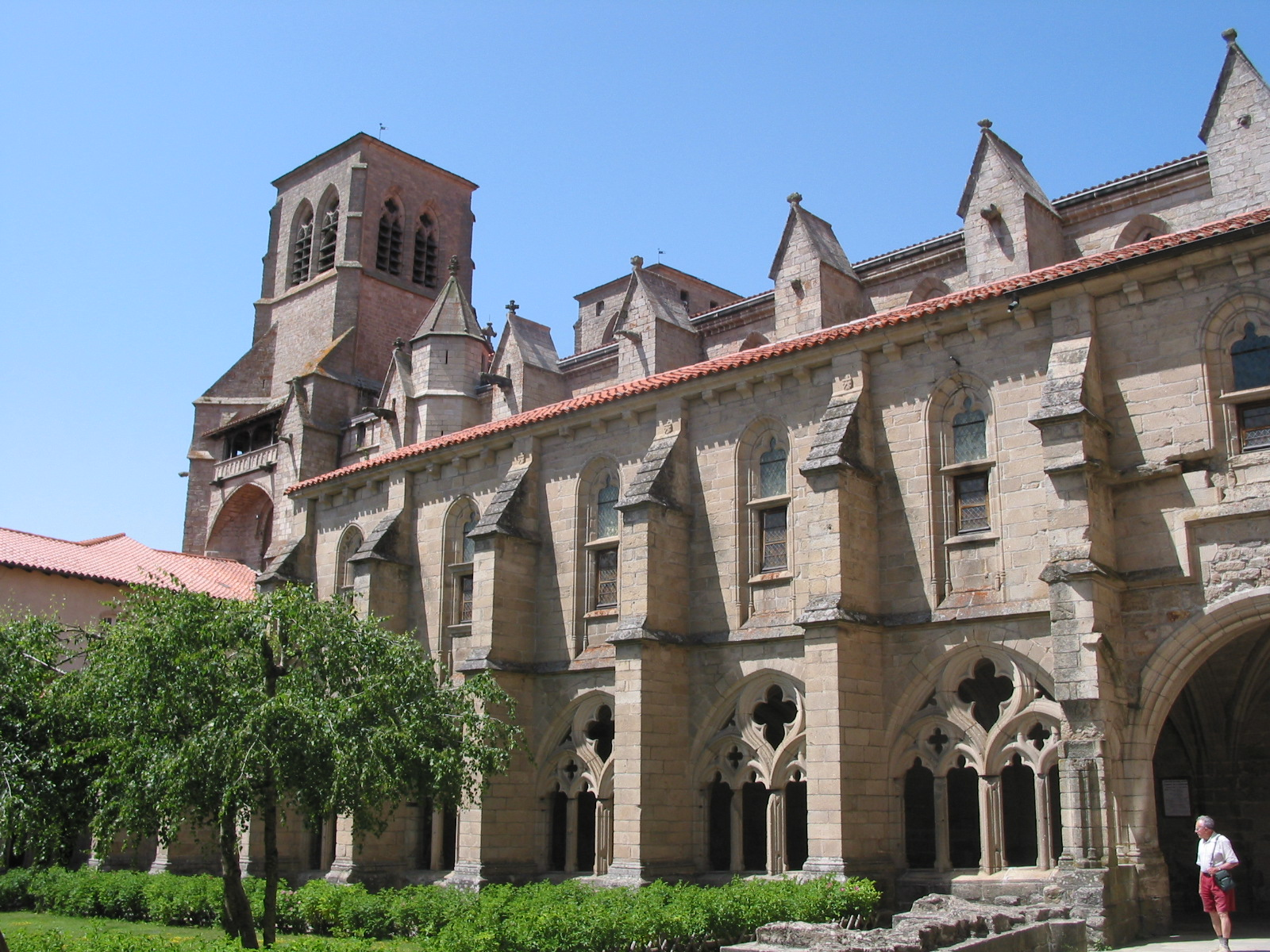
Abadía de Chaise-Dieu, lugar de enterramiento del cardenal Guillermo de La Jugie

### Sus legaciones en Italia y España
Habiéndose convertido en archidiácono de Transilvania en 1345, fue enviado, en 1350, como legado papal al reino de Nápoles en compañía de los cardenales Aníbal de Ceccano y Guido de Bolonia.
Su segunda legación la desempeñó en la península ibérica cinco años más tarde. Salió de Aviñón el 22 de julio de 1355, con el título de legado a latere. El 24 de noviembre llegó frente a Torá sitiada por Pedro I de Castilla, rey de Castilla. Inocencio VI le había encargado exigir la liberación del obispo de Sigüenza encarcelado por el rey. Para obligarlo a ceder, el cardenal tuvo que amenazar con imponer un interdicto a Castilla.
A continuación logró una tregua en la guerra de los Dos Pedros, entre Pedro I de Castilla y Pedro IV de Aragón. A pesar del acuerdo, cuando terminó, los dos monarcas reanudaron las hostilidades a pesar de las exhortaciones del cardenal. Sería sustituido por Guido de Bolonia.

### Los feudos del Languedoc
En 1348, en plena peste negra, el cardenal solicitó al rey de Francia, Felipe VI, la concesión de su visto bueno para la compra de los castillos de Ferrals-les-Corbières y del señorío de Livinière, en Languedoc.
Los herederos del cardenal Pietro Colonna, asustados por la epidemia, estaban deseando librarse de ella. Se obtuvo la autorización real, pero la venta tuvo que esperar hasta el final de la epidemia. No se concluyó hasta 1350 a nombre de Nicolás de La Jugie, hermano mayor del cardenal.

### Su residencia aviñonesa
La residencia del cardenal de La Jugie estaba ubicada entre la actual rue Félix Gras y la rue Joseph Vernet. Colindaba, en Plan-de-Lunel, con la Vinea Vespalis.
Sin salir de Aviñón, recibió el cargo de arcipreste de Saint-Pierre de Roma entre 1362 y 1365 y luego el título de cardenal-sacerdote de Saint-Clément el 22 de abril de 1368.
Murió en su librea el 28 de avril de 1374 y, a petición suya, fue enterrado en la iglesia abacial de Chaise-Dieu, donde se reunió con su tío Clemente VI.

### Heráldica
En las armas del cardenal Guillermo de La Jugie se lee: Azur con la fasce de oro.